# L'Officiel des foires, marchés et brocantes
L'Officiel des foires, marchés et brocantes, créé en 1995 dans le département du Lot, est une revue qui recense toutes les manifestations à caractère ou à connotation commercial se déroulant sur le domaine public et accessibles à tous. Les manifestations y sont présentées par thème (20 thèmes) puis classées chronologiquement. On y retrouve l'esprit des anciens almanachs aujourd'hui disparus.
Plus de 40 000 manifestations figurent dans sa base de données actualisée quotidiennement. La recherche d'une manifestation est possible soit par thème, soit par département. La consultation des informations de base pour chaque évènement est gratuite mais on peut se procurer l'intégralité des informations soit sous forme d'abonnement en ligne, soit en commandant les versions imprimées des différentes publications départementales et régionales. À noter que l'Officiel dispose de la plus importante base de données pour ce qui concerne les manifestations liées au thème de Noël.